# Alice Beuns
Alice Fernande Beuns (gift Coquin), född 5 februari 1901 i Malaunay departementet Seine-Maritime, död 7 maj 1995 i Yvetot departementet Seine-Maritime, var en fransk friidrottare med löpgrenar som huvudgren. Beuns var en pionjär inom damidrott, hon deltog i flera franska mästerskap i friidrott och blev medaljör vid de första Internationella spelen i friidrott för damer Damolympiaden 1922.

## Biografi
Alice Beuns föddes 1901 i Malaunay i regionen Normandie i norra Frankrike. I ungdomstiden blev hon intresserad av friidrott och gick med i idrottsföreningen "Normandia Sports Rouen" (Normandia SR), hon tävlade för klubben under hela sin aktiva tid. Hon tävlade främst i kortdistanslöpning 60-300 meter och stafettlöpning men var även aktiv i häcklöpning. Beuns var flerfaldig fransk mästare.
1920 deltog Beuns i sina första franska mästerskap (Championnats de France d'Athlétisme - CFA) då hon tog silvermedalj i löpning 80 meter och bronsmedalj i häcklöpning 83 m vid tävlingar 11 juli på Stade Elizabeth i Paris.
1921 vann hon guldmedalj i löpning 80 m och häcklöpning 83 m vid de franska mästerskapen 19 juni på Stade du Metropolitan i Colombes. Hon tog även en fjärdeplats i löpning 300 meter.
1922 deltog Beuns vid Damspelen 1922 15-23 april i Monte Carlo. Under tävlingarna vann hon guldmedalj i stafettlöpning 4 x 75 meter (i laget Fédération Féminine Française Gymnastique et Sports FFFGS med Alice Gonnet, Lucie Prost, Paulette de Croze och Alice Beuns som fjärde löpare) och silvermedalj i stafett 4 x 175 meter (med Geneviève Laloz, Alice Gonnet, Paulette de Croze och Alice Beuns som fjärde löpare). Hon vann även bronsmedalj i löpning 250 m och häcklöpning 65 m. Beuns tävlade även i löpning 60 m men blev utslagen under kvaltävlingarna.
Vid de franska mästerskapen 25 juni samma år på Stade du Metropolitan i Colombes vann Beuns åter guldmedalj  i löpning 80 meter och häcklöpning 83 meter. Hon tog även bronsmedalj i löpning 250 meter.
Senare drog Beuns sig tillbaka från tävlingslivet. Under sommaren 1922 gifte hon sig med Auguste Emmanuel Robert Coquin. Alice Beuns-Coquin dog 1995.